# Новокалиново
Новокалиново (укр. Новокалинове) — село в Покровском районе Донецкой области Украины. Население по переписи 2001 года составляло 521 человек.

## История
В 1798 году поселение переименовано в Новую Калиновку. Село стало центром Новокалиновской волости Екатеринославской губернии. В 1870-х годах начинается строительство церкви и школы.
В 1921 году село вошло в состав Донецкой губернии. В 1929 году в Новокалиново создан колхоз "Красная звезда". Во время Второй мировой войны село дважды занимали немецкие войска. В послевоенный период село активно восстанавливалось, развивалось сельское хозяйство и промышленность.
В 1965 году Новокалиново получило статус поселка городского типа.
В 2001 году Новокалиново вновь стало селом.
После захвата Авдеевки российскими войсками в феврале 2024 года во время Вторжения России на Украину (с 2022), начались бои близ Новокалиново. 7 апреля ВСРФ вошли в юго восточную часть Новокалиново. 24 апреля ВС РФ заняли всю восточную часть населённого пункта. 27 апреля по информации пророссийских телеграмм каналов, ВС РФ захватили село Новокалиново. 10 мая, по информации официальных Российских СМИ, село полностью захвачено ВС РФ.